# Креско (Айова)
Креско (англ. Cresco) — місто (англ. city) в США, в окрузі Говард штату Айова. Населення — 3888 осіб (2020).

## Географія
Креско розташоване за координатами 43°22′18″ пн. ш. 92°6′59″ зх. д. / 43.37167° пн. ш. 92.11639° зх. д. (43.371757, -92.116350).  За даними Бюро перепису населення США в 2010 році місто мало площу 8,67 км², уся площа — суходіл.

### Клімат
| Клімат : Креско         | Клімат : Креско | Клімат : Креско | Клімат : Креско | Клімат : Креско | Клімат : Креско | Клімат : Креско | Клімат : Креско | Клімат : Креско | Клімат : Креско | Клімат : Креско | Клімат : Креско | Клімат : Креско | Клімат : Креско |
| Показник                | Січ.            | Лют.            | Бер.            | Квіт.           | Трав.           | Черв.           | Лип.            | Серп.           | Вер.            | Жовт.           | Лист.           | Груд.           | Рік             |
| Абсолютний максимум, °C | 12,2            | 17,2            | 28,3            | 32,8            | 32,8            | 37,8            | 38,9            | 38,3            | 36,7            | 33,3            | 23,9            | 16,7            | 38,9            |
| Середній максимум, °C   | −5,8            | −2,4            | 4,4             | 13,1            | 20,4            | 25,7            | 27,7            | 26,5            | 22,0            | 15,1            | 5,2             | −2,9            | 12,5            |
| Середній мінімум, °C    | −16,2           | −12,6           | −5,6            | 1,1             | 7,7             | 13,1            | 15,3            | 14,1            | 8,8             | 2,3             | −4,7            | −12,6           | 1,0             |
| Абсолютний мінімум, °C  | −37,2           | −37,8           | −33,9           | −18,3           | −5              | 1,1             | 4,4             | 1,1             | −4,4            | −12,2           | −26,7           | −34,4           | −37,8           |
| Норма опадів, мм        | 26              | 22              | 56              | 89              | 100             | 118             | 115             | 131             | 94              | 61              | 60              | 32              | 904             |
| ----------------------- | --------------- | --------------- | --------------- | --------------- | --------------- | --------------- | --------------- | --------------- | --------------- | --------------- | --------------- | --------------- | --------------- |
| Джерело: NOAA           |                 |                 |                 |                 |                 |                 |                 |                 |                 |                 |                 |                 |                 |

## Демографія
Згідно з переписом 2010 року, у місті мешкало 3868 осіб у 1660 домогосподарствах у складі 962 родин. Густота населення становила 446 осіб/км².  Було 1821 помешкання (210/км²).
Расовий склад населення:
| - 97,3 % — білих - 0,4 % — чорних або афроамериканців - 0,4 % — азіатів - 0,1 % — корінних американців |

До двох чи більше рас належало 1,1 %. Частка іспаномовних становила 1,6 % від усіх жителів.
За віковим діапазоном населення розподілялося таким чином: 25,1 % — особи молодші 18 років, 55,2 % — особи у віці 18—64 років, 19,7 % — особи у віці 65 років та старші. Медіана віку мешканця становила 39,8 року. На 100 осіб жіночої статі у місті припадало 92,3 чоловіків;  на 100 жінок у віці від 18 років та старших — 86,9 чоловіків також старших 18 років.
Середній дохід на одне домашнє господарство  становив 55 322 долари США (медіана — 47 426), а середній дохід на одну сім'ю — 67 745 доларів (медіана — 56 250). Медіана доходів становила 40 156 доларів для чоловіків та 38 603 долари для жінок. За межею бідності перебувало 14,7 % осіб, у тому числі 13,2 % дітей у віці до 18 років та 13,6 % осіб у віці 65 років та старших.
Цивільне працевлаштоване населення становило 1767 осіб. Основні галузі зайнятості: виробництво — 31,8 %, освіта, охорона здоров'я та соціальна допомога — 27,9 %, роздрібна торгівля — 9,8 %, будівництво — 7,6 %.